# Јапан на Светском првенству у атлетици у дворани 2012.
Јапан је учествовао на 14. Светском првенству у атлетици у дворани 2012. одржаном у Истанбулу од 9. до 11. марта четрнаести пут, односно учествовао је на свим првенствима до данас. Репрезентацију Јапана представљала је једна атлетичарка, која се такмичила у трци на 60 метара.
Јапан није освојио ни једну медаљу али је остварен национални рекорд.

## Учесници
Жене:
- Чисато Фукушима — 60 м

## Резултати

### Жене
| Атлетичарка     | Дисциплина | Лични рекорд | Квалификација | Квалификација | Полуфинале      | Полуфинале      | Финале                | Финале       | Детаљи |
| Атлетичарка     | Дисциплина | Лични рекорд | Резултат      | Место         | Резултат        | Место           | Резултат              | Место        | Детаљи |
| --------------- | ---------- | ------------ | ------------- | ------------- | --------------- | --------------- | --------------------- | ------------ | ------ |
| Чисато Фукушима | 60 м       |              | 7,29 КВ, НР   | 2. у гр. 2    | Није стартовала | Није стартовала | Није се квалификовала | 62 / 62 (63) |        |